# 측광 표준성
측광 표준성(測光標準星, photometric-standard star)은 다양한 대역에서 빛의 세기가 매우 정밀하게 관측된 항성들이다. 망원경에 연결한 전하결합소자를 이용해 촬영한 화상을 표준성의 데이터와 비교하여 각종 오차를 보정할 수 있다.
현재 UBVRI 측광에서 가장 널리 사용되는 표준성은 아를로 어델 랜돌트가 1992년 발표한 표준성 목록이다.